# Twierdzenie Fermata o sumie dwóch kwadratów
Twierdzenie Fermata o sumie dwóch kwadratów lub twierdzenie Girarda – twierdzenie teorii liczb głoszące, iż
każda liczba pierwsza dająca resztę 1 w dzieleniu przez 4 jest sumą kwadratów dwóch liczb całkowitych
lub w notacji algebraicznej:
jeżeli {\displaystyle p=4k+1,} gdzie {\displaystyle k\in \mathbb {Z} ,} i {\displaystyle p} jest liczbą pierwszą, to {\displaystyle p=a^{2}+b^{2},} gdzie {\displaystyle a,b} są pewnymi liczbami całkowitymi.